# Lee Curreri
Lee Curreri (Barredos, 4 de enero de 1961) es un actor, compositor y productor musical estadounidense.

## Biografía
En 1979, con tan solo 19 años interviene en la película musical de gran éxito comercial Fama. La repercusión de la cinta dio lugar a que se rodase una serie de televisión, igualmente titulada Fama y en la que Curreri dio vida al mismo personaje que había interpretado en la gran pantalla: El teclista tímido e introvertido Bruno Martelli. Su paso por televisión, que se prolongó entre 1982 y 1984, le reportó popularidad a nivel mundial.
Tras abandonar la serie, Curreri ha continuado trabajando para televisión fundamentalmente como compositor, llegando a fundar su propia compañía, Musigenics.
Más recientemente ha lanzado al mercado un CD con composiciones propias, titulado Aquabox.